# Jillian DeCoursey
Jillian DeCoursey (Nueva York, 26 de julio de 1984) es una artista marcial mixta estadounidense que compite en la categoría de peso átomo en la Invicta Fighting Championships.

## Primeros años
DeCoursey nació y creció en Queens, en Nueva York. Comenzó sus estudios universitarios en la Universidad de Bridgeport y se graduó en el Hunter College. Comenzó a practicar jiu-jitsu cuando terminó de competir en baloncesto universitario en el Hunter College. Más tarde se inició en el muay thai y finalmente pasó a las artes marciales mixtas.
DeCoursey también terminó sus estudios de posgrado en el Iona College, donde obtuvo un máster con práctica de asesoramiento en salud mental.

## Carrera de artes marciales mixtas
DeCoursey fue fichada por Invicta FC tras acumular un récord amateur de 8-1. Fue cinturón marrón de la IBJJF.

### Invicta Fighting Championships
DeCoursey hizo su debut promocional el 31 de agosto de 2017 en Invicta FC 25: Kunitskaya vs. Pa'aluhi contra Ashley Medina. Ganó la pelea por decisión dividida.
Su siguiente pelea fue el 24 de marzo de 2018 en Invicta FC 28: Mizuki vs. Jandiroba contra Rebekah Levine. Ganó la pelea por decisión unánime.
El 21 de julio de 2018, DeCoursey se enfrentó a Alesha Zappitella, reemplazando a Shino VanHoose, en Invicta FC 30: Frey vs. Grusander.
Para su próxima pelea, DeCoursey luchó fuera de Invicta, siendo programada para enfrentarse a Katie Pérez en CFFC 80. Ganó la pelea por tercer asalto. Ganó el combate por nocaut técnico en el tercer asalto.
DeCoursey regresó a Invicta para enfrentarse a Linda Mihalec en Invicta FC 39: Frey vs. Cummins II. DeCoursey ganó el combate por decisión unánime.
DeCoursey estaba programada para desafiar a la campeona de peso paja de Cage Fury FC, Elise Reed, en CFFC 91. Reed ganó el combate por decisión unánime.
DeCoursey tenía previsto participar en el Torneo Invicta Phoenix de una noche para determinar la próxima aspirante al título del peso atómico. DeCoursey perdió el combate de cuartos de final contra Linda Mihalec por decisión dividida.
DeCoursey se enfrentó a Lindsey VanZandt el 11 de mayo de 2022 en Invicta FC 47. Ganó el combate tras noquear a VanZandt en el primer asalto.
Campeona de peso átomo de Invicta FC
DeCoursey se enfrentó a la brasileña Jéssica Delboni, campeona del peso átomo de Invicta FC, en Invicta FC 49: Delboni vs. DeCoursey, el 28 de septiembre de 2022. DeCoursey ganó el combate por sumisión en el primer asalto.

## Récord en artes marciales mixtas
| Resultado | Récord | Oponente           | Método                      | Evento                                  | Fecha                    | Ronda | Tiempo | Localización   |
| --------- | ------ | ------------------ | --------------------------- | --------------------------------------- | ------------------------ | ----- | ------ | -------------- |
| Derrota   | 6–4    | Rayanne dos Santos | Decisión (unánime)          | Invicta FC 53                           | 3 de mayo de 2023        | 5     | 5:00   | Denver         |
| Victoria  | 6–3    | Jéssica Delboni    | Sumisión (rear-naked choke) | Invicta FC 49: Delboni vs. DeCoursey    | 28 de septiembre de 2022 | 1     | 4:49   | Hinton         |
| Victoria  | 5–3    | Lindsey VanZandt   | KO (golpe)                  | Invicta FC 47: Ducote vs. Zappitella    | 11 de mayo de 2022       | 1     | 1:01   | Kansas City    |
| Derrota   | 4–3    | Elise Reed         | Decisión (unánime)          | Cage Fury FC 91                         | 18 de diciembre de 2020  | 4     | 5:00   | Lancaster      |
| Victoria  | 4–2    | Linda Mihalec      | Decisión (unánime)          | Invicta FC 39: Frey vs. Cummins II      | 7 de febrero de 2020     | 3     | 5:00   | Kansas City    |
| Victoria  | 3–2    | Katie Perez        | TKO (puñetazos)             | Cage Fury Fighting Championships 80     | 22 de noviembre de 2019  | 3     | 5:00   | Hampton        |
| Derrota   | 2–2    | Kelly D'Angelo     | Decisión (unánime)          | Invicta FC 35: Bennett vs. Rodriguez II | 7 de junio de 2019       | 3     | 5:00   | Kansas City    |
| Derrota   | 2–1    | Alesha Zappitella  | Decisión (unánime)          | Invicta FC 30: Frey vs. Grusander       | 21 de julio de 2018      | 3     | 5:00   | Kansas City    |
| Victoria  | 2–0    | Rebekah Levine     | Decisión (unánime)          | Invicta FC 28: Mizuki vs. Jandiroba     | 24 de marzo de 2018      | 3     | 5:00   | Salt Lake City |
| Victoria  | 1–0    | Ashley Medina      | Decisión (split)            | Invicta FC 25: Kunitskaya vs. Pa'aluhi  | 31 de agosto de 2017     | 3     | 5:00   | Lemoore        |